# Federico Caccia

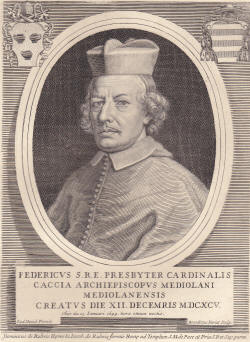
Federico Kardinal Caccia

Caccias Kardinalswappen

Federico Caccia (* 10. Juni 1635 in Mailand; † 14. Januar 1699 ebenda) war Kirchenjurist, Erzbischof von Mailand und Kardinal.

## Leben
Federico Caccia war Sohn einer ursprünglich aus Novara stammenden Adelsfamilie. Sein Vater Camillo bekleidete eine Reihe politischer und gesellschaftlicher Ämter in Mailand. Federico selbst studierte in Pavia und wurde 1662 zum Doktor beider Rechte promoviert. 1667 entsandte ihn das Juristenkollegium seiner Heimatstadt nach Rom, wo Caccia unter Papst Clemens X. (1670–1676) als Konsistorialanwalt tätig war. Dessen Nachfolger Innozenz XI. ernannte ihn 1682 zum Auditor der Römischen Rota und später zu seinem Almosenier.
Im Januar 1693 wurde Caccia von Papst Innozenz XII. zum Titularerzbischof von Laodicea in Phrygia und zum Apostolischen Nuntius im Königreich Spanien ernannt. Die Bischofsweihe empfing Federico Caccia am 4. Januar 1693 durch Galeazzo Kardinal Marescotti, zwei Tage später folgte die Berufung zum Päpstlichen Thronassistenten. Am 11. April 1693 wurde er zum Erzbischof von Mailand ernannt; die Berufung zum Nuntius galt als Vorbereitung Caccias für die Ausübung dieses Amtes. Er blieb jedoch in Spanien, bis er im Konsistorium vom 12. Dezember 1695 von Innozenz XII. zum Kardinal erhoben wurde. Im Folgejahr wies ihm der Papst die Titelkirche Santa Pudenziana als Kardinalpriester zu. Kardinal Caccia wurde unter anderem Mitglied der Konsistorialkongregation sowie der Kongregation „De Propaganda Fide“. Nach seinem Einzug in Mailand im Dezember 1696 blieben ihm nur noch zwei Jahre zur Ausübung seines Amtes, die er insbesondere für die Neuerrichtung religiöser Bauten nutzte. Biographen und spätere Historiker heben zudem Caccias Engagement in der Armenfürsorge hervor.
Federico Caccia starb im Januar 1699 und wurde im Mailänder Dom beigesetzt. Sein gesamtes Vermögen hinterließ er der armen Bevölkerung.